# Alice Milliat
Alice Joséphine Marie Milliat (Nantes, 5 de maio de 1884 – Paris, 19 de maio de 1957) foi uma pioneira francesa do esporte feminino. Seu apoio em favor das atletas femininas levou à inclusão acelerada de mais eventos femininos nos Jogos Olímpicos.
Membro do Fémina Sport [en], um clube fundado em 1911, Milliat ajudou a fundar a Fédération des sociétés féminines sportives de France [en] no ano de 1917, tornando-se tesoureira e, em março de 1919, sua presidente.
No ano de 1921, ajudou a organizar os jogos mundiais femininos de 1921 [en] e, em seguida, os jogos mundiais femininos [en], que foram realizados em quatro edições, de 1922 [en] a 1934 [en]. Também dirigiu o time de futebol feminino francês que excursionou pelo Reino Unido em 1920. No dia 8 de março de 2021, uma estátua comemorativa de Milliat foi inaugurada na sede do Comitê Olímpico Francês em Paris.

## Biografia

### Primeiros anos
Alice Joséphine Marie Million nasceu em 5 de maio de 1884 na cidade de Nantes, sendo a mais velha de cinco filhos. Seus pais eram merceeiros. Posteriormente, sua mãe trabalhou como costureira e seu pai foi empregado em um escritório. No ano de 1904, Milliat foi para a Inglaterra. Lá ela se casou com Joseph Milliat, que também nasceu em Nantes. Eles não tiveram filhos e ele faleceu em 1908. Enquanto residia na Inglaterra, Milliat começou a remar.
Após a morte de seu marido, Milliat viajou muito, desenvolvendo habilidades linguísticas que lhe permitiram tornar-se tradutora quando, após a eclosão da Primeira Guerra Mundial, retornou à França. Também participou de natação e hóquei em campo.

### Formação daFédération Sportive Féminine Internationale
Pierre de Coubertin é creditado por reviver os Jogos Olímpicos e fundar o Comitê Olímpico Internacional (COI) em 1894. Os Jogos Olímpicos de 1900, realizados em Paris na França, foram os primeiros a incluírem atletas mulheres, mas apenas nas modalidades de golfe e tênis. Gradualmente, as Olimpíadas integraram a natação feminina e outros eventos aos jogos. No entanto, eventos de atletismo feminino permaneceram ausentes dos Jogos Olímpicos. Membro do Fémina Sport [en], um clube fundado em 1911, Milliat ajudou a formar a Fédération des sociétés féminines sportives de France [en] em 1917, tornando-se tesoureira e, em março de 1919, sua presidente.
No ano de 1919, Milliat solicitou à Associação Internacional de Federações de Atletismo (IAAF) a inclusão de eventos de atletismo feminino nos Jogos Olímpicos de 1924, mas o pedido foi recusado. Então, ela se envolveu na organização das jogos mundiais femininos de 1921 [en] em Monte Carlo, um evento visto como resposta à recusa de incluir eventos femininos nos Jogos Olímpicos. Em 2018, a historiadora do esporte Florence Carpentier observou que Milliat não compareceu ao evento de 1921 e acredita que ela criou a Federação Internacional de Esportes Femininos [en] (FSFI) e instituiu os Jogos Mundiais Femininos de 1922 [en] em oposição às Olimpíadas Femininas de 1922 [en] para garantir o controle feminista sobre competições internacionais de esportes femininos. 
Arquivos da Federação Francesa de Atletismo [en] (FFA) mostram que Marcel Delabre, vice-presidente do órgão e presidente do comitê organizador das Olimpíadas Femininas de 1921, via o evento como uma forma de controlar o atletismo feminino. As Olimpíadas Femininas de 1921 ocorreram em um campo de tiro ao pombo, sem pista de corrida. Em 1922, 300 atletas de sete nações competiram. Outras edições das Olimpíadas Femininas foram realizadas em 1923 [en] e 1924 [en].
Em paralelo, no ano de 1917, Milliat organizou um torneio feminino de futebol e, em 1920, montou e gerenciou uma equipe feminina de Paris que excursionou pelo Reino Unido, representando a França, e jogou contra o Dick, Kerr’s Ladies F.C. no primeiro torneio internacional europeu de futebol feminino. Desde o início dos anos 1920, foi escritora para revistas francesas, incluindo Le Soldat de Demain e L'Auto, promovendo o futebol feminino em seus artigos.

## Jogos Mundiais Femininos
Em agosto de 1922, os Jeux Olympiques Féminins (também conhecidos como Jogos Mundiais Femininos de 1922), considerados os primeiros Jogos Olímpicos Femininos, foram realizados no Estádio Pershing, em Paris, e contaram com cinco equipes, incluindo Estados Unidos, Grã-Bretanha, Suíça, Tchecoslováquia e a anfitriã França.  Foram realizados onze eventos de atletismo e contou com um público de 20.000 pessoas que testemunharam dezoito atletas quebrarem vários recordes mundiais. A escolha do local foi influenciada pelo fato de Paris ser a cidade natal de Coubertin, que estava entre os maiores opositores da participação das mulheres nas Olimpíadas, já que Milliat queria que os jogos fossem uma vitrine para o Comitê Olímpico Internacional (COI). Quando Henri de Baillet-Latour sucedeu Coubertin como chefe do COI, a intenção era realizar o próximo evento em seu país natal, mas os organizadores belgas retiraram sua participação.
Enfurecido com o uso do termo “Jogos Olímpicos”, o COI convenceu Milliat e a FSFI a mudarem o nome de seu evento em troca da inclusão de 10 provas femininas nos Jogos Olímpicos de Verão de 1928. Assim, a edição seguinte do evento, realizada em Gotemburgo, na Suécia, em 1926, foi denominada 'Jogos Mundiais Femininos'. Dez equipes participaram dessa edição dos Jogos. Devido à pressão da FSFI, o COI acabou integrando cinco eventos femininos de atletismo nas Olimpíadas de 1928, realizadas em Amesterdão nos Países Baixos. Entretanto, para Milliat, isso não era suficiente, pois os homens podiam competir em 22 eventos. A equipe feminina britânica boicotou os jogos de Amsterdão pelo mesmo motivo.
Dois outros Jogos Mundiais foram realizados em Praga em 1930 [en] (com outros esportes além do atletismo) e em Londres em 1934 [en]. Após esses jogos, Milliat lançou um ultimato: integrar totalmente os Jogos Olímpicos de 1936 ou ceder toda a participação feminina à FSFI. Isso levou a IAAF a nomear uma comissão especial para cooperar com a FSFI, que cedeu o controle do atletismo feminino internacional à IAAF em troca de um programa ampliado e do reconhecimento dos recordes estabelecidos nos Jogos Femininos.
Embora a FSFI tenha realizado eventos com um número cada vez maior de participantes e expandido seu número de membros das cinco nações iniciais nos Jogos de 1922 para trinta países em 1936, ela nunca mais se reuniu após a decisão sobre as Olimpíadas de 1936, e o envolvimento de Milliat com o esporte feminino terminou. Sob sucessivos presidentes do COI, a proporção de mulheres competidoras nas Olimpíadas nunca subiu acima de 15% até a década de 1970. Milliat morreu em Paris em 19 de maio de 1957.

## Legado
Em 1934, Milliat falou em entrevista à revista feminina Independent Woman. Em sua declaração, ela defendeu o sufrágio feminino na França. Milliat acreditava que o sufrágio feminino traria maior apoio aos esportes para mulheres. Carpentier acredita que as crenças feministas de Milliat foram ignoradas em relatos biográficos anteriores, argumentando que esses valores foram fundamentais para motivar os esforços de Milliat em prol dos esportes femininos.
Em uma entrevista de 1934, Milliat afirmou:
"Os esportes femininos em todos os aspectos são prejudicados em meu país pela falta de espaço para a prática. Como não temos direito ao voto, não conseguimos tornar nossas necessidades amplamente conhecidas nem exercer pressão nas áreas corretas. Sempre digo às minhas meninas que o voto é uma das coisas pelas quais terão de lutar, se a França quiser manter seu lugar entre as outras nações no âmbito do esporte feminino".
A Fundação Alice Milliat foi criada em 2016 e promove os esportes femininos na França e no restante da Europa. Existem ginásios em Bordeaux e Paris nomeados em homenagem a Milliat. Em 8 de março de 2021, uma estátua de Alice Milliat foi inaugurada na sede do Comité Olímpico Nacional e Desportivo da França em Paris, em reconhecimento aos seus esforços pela inclusão dos esportes femininos. No jornal britânico The Times no final do mesmo mês, Elgan Alderman escreveu que os Jogos Mundiais Femininos de 1921 foram um "momento sísmico" para o progresso dos esportes femininos nas Olimpíadas, e que ninguém havia contribuído mais do que Milliat para esse desenvolvimento. Em 1977, Mary Leigh e Thérèse M. Bonin concluíram que, sem os esforços de Milliat e da FSFI, os eventos de atletismo nas Olimpíadas seriam abertos às mulheres apenas muito mais tarde.
Durante a Cerimônia de abertura dos Jogos Olímpicos de Verão de 2024, foi incluída no hall de dez mulheres notórias na luta das mulheres que ficarão nas margens do Rio Sena em formato de estátua.